# Guido Leoni (liutaio)
Guido Leoni (Genova, 15 maggio 1902 – San Benedetto del Tronto, 18 settembre 1978) è stato un liutaio italiano.

## Biografia
Nacque in una famiglia di artigiani falegnami, che operarono per più generazioni a San Benedetto del Tronto.
Fu nominato cannoniere artificiere della Marina Militare, il 16 luglio 1922.
Appassionatosi di liuteria, nel 1927 costruì da autodidatta quattro violini. Successivamente, esercitò esclusivamente il mestiere di ebanista sino al 1950, quando riprese l'attività liutaria.
Il suo laboratorio era nei pressi della Chiesa della Madonna della Marina, in via Spinozzi 24 a San Benedetto del Tronto, cittadina dove abitò sempre (la nascita a Genova fu del tutto casuale, a seguito di un breve viaggio in quella città della madre, incinta al nono mese di gravidanza).
Ebbe amicizia con il liutaio ascolano Cesare Castelli e rapporti con i cultori di liuteria Picena Paolo Falciani, Ezio Tanzi, Ludovico Giovannetti, Giovanni Bozzoni, Luigi Mandolini, Giovanni Cutugno e soprattutto con Gioacchino Pasqualini. Quest'ultimo ebbe un ruolo importante nella formazione liutaria di Guido Leoni, dato che negli anni ‘50 gli fornì modelli, ricette di vernice e vari attrezzi: egli era solito frequentare la bottega del liutaio sambenedettese per far restaurare propri strumenti, oltre che per condurvi altri musicisti.
Leoni fu associato all'ANLAI (Associazione Nazionale Liuteria Artistica Italiana, fondata da Gioacchino Pasqualini) ed entrò in relazione con i liutai Giuseppe Lucci di Roma e Celestino Farotto di Milano.
Partecipò alla “Mostra Nazionale di Liuteria Moderna” tenutasi ad Ascoli nel settembre - ottobre 1955, conseguendo un diploma per l'esposizione di un violino del 1951 e un violino del 1955.
Nel novembre del 1956 prese parte al terzo “Concorso Nazionale di Liuteria Contemporanea” indetto dall'Accademia Nazionale di Santa Cecilia, ottenendo un diploma premio d'incoraggiamento del Pio Sodalizio dei Piceni, per un violino e una viola. Il 4 agosto dell'anno successivo ottenne un diploma attestato di medaglia d'oro alla “Mostra Nazionale di Liuteria Moderna Sastrum”, salone dello strumento musicale e della musica di Ancona. Alla “Mostra Internazionale di Liuteria” dedicata alla viola moderna, tenutasi ad Ascoli Piceno nel settembre del 1959, conseguì una medaglia d'oro di medio formato destinata, dal Ministero dell’Industria e Commercio, a un liutaio marchigiano meritevole, presentando due violini, una viola e un violoncello costruiti nel periodo 1956/1959. Al concorso di liuteria, tenutosi ad Ascoli Piceno nel 1969, gli fu assegnata una medaglia d'oro per tre violini, una viola e un violoncello; inoltre, vinse una medaglia vermeil come migliore costruttore marchigiano vivente. Fu inoltre insignito, nel febbraio del 1971, della onorificenza di “Cavaliere della Repubblica”.
Partecipò, nel 1971, alla prima rassegna “Mostra di liuteria moderna di Bagnacavallo”, ottenendo un diploma di merito per un violino. Nel settembre del 1973 concorse alla “Quinta biennale degli strumenti ad arco, strumenti moderni di Cremona” presentando un violino e una viola.

## Strumenti
Durante la sua attività Leoni costruì settantotto violini, diciassette viole e undici violoncelli.. Nella sua opera venne a volte coadiuvato dal figlio Franco, anch'egli esperto di liuteria e musica. Osservando i suoi strumenti musicali si nota la particolare evidenza delle punte, in ossequio al gusto liberty, imperante all'epoca della sua formazione da artigiano ebanista. Usò la forma esterna e un modello personale in un lavoro raffinatissimo con grande cura di tutti i particolari ottenendo un'ottima resa acustica. La vernice usata era ad alcool e di vari colori: arancione bruno, rosso sangue di drago, gialla o ambrata bruna. Alcuni strumenti furono venduti al commerciante americano Malvin Brinser, altri a Monaco, Milano, Roma, oltre che a musicisti locali.
A testimonianza della perizia e delle capacità tecnico costruttive di Guido Leoni riportiamo in stralcio il contenuto di due lettere di Gioacchino Pasqualini, una indirizzata ad una terza persona e un'altra direttamente al liutaio:
“Roma 21 gennaio 1963. Egr. Dott. Come la S.V.Ill.ma è già a conoscenza, il Maestro Liutaio Guido Leoni, che risiede a San Benedetto del Tronto, in questi ultimi anni ha progredito i lavori di liuteria in modo straordinario. Ciò è stato constatato non solo dal Presidente dell'A.N.L.A.I., ma anche da esperti competenti italiani e stranieri. Già nel 1956 il Maestro Leoni aveva costruito ottimi strumenti sia per la perfezione della lavorazione liutistica che per il rendimento acustico. Una sua viola del 1956, esposta alla Mostra Internazionale dedicata alla Viola Moderna, in Ascoli Piceno – settembre 1959 – conseguì infatti un premio di medaglia d'oro del Ministero Industria e Commercio (Direzione Generale Artigianato e Piccole Industrie). Nel Natale del 1962 il Presidente dell'A.N.L.A.I. recatosi a visitarlo (e a tale visita assisteva anche la S.V.) rimase addirittura sorpreso nel vedere un “Quartetto” del Leoni già quasi ultimato, che egli desidererebbe inviare al prossimo Concorso Internazionale “Quartetto a corda” – Liegi 1963 -. Senza dubbio tale “Quartetto” è degno di figurare in questa massima competizione: infatti gli strumenti sono lavorati in modo magnifico...".
“Ascoli Piceno, 23 settembre 1971. Caro Guido Leoni, cav. Maestro liutaio, complimenti sinceri per i tuoi strumenti, specie dal lato acustico; il loro suono è veramente simile a quello cremonese, per la qualità, dote che ho riscontrato in tutti gli strumenti da me esaminati..."''.
Usò dapprima inserire nei suoi strumenti musicali un'etichetta manoscritta "....Guido Leoni fece San Benedetto del Tronto"; poi stampata "Guido Leoni Liutaio - San Benedetto del Tronto - Fecit Anno..." o "Cav.Guido Leoni Fecit Anno - San Benedetto del Tronto (Italia)". In tutte le etichette stampate sono raffigurati due leoni con le iniziali LG.
Nell'agosto del 2009, l'associazione “Suoni dal Piceno”, nell'ambito del III Festival “Musica e Liuteria per amore, arte e scienza” svoltosi a San Benedetto del Tronto, ha reso omaggio al liutaio sambenedettese attraverso una mostra svoltasi nel giardino della Palazzina Azzurra, dove sono stati esposti due violini, due viole e un violoncello di sua produzione, oltre che alcune forme.
Il 18 maggio 2013 la stessa associazione, con il patrocinio comunale, ha inaugurato presso il Palazzo Piacentini a San Benedetto del Tronto una mostra permanente sulla liuteria della Provincia di Ascoli Piceno: in questo ambito sono esposti numerosi attrezzi, forme, studi preparatori ed altri vari oggetti provenienti dalla bottega di Guido Leoni.